# Przegląd Lniarski
Przegląd  Lniarski. Kwartalnik. Organ Towarzystwa Lniarskiego w Wilnie – czasopismo wydawane nakładem Towarzystwa Lniarskiego od 1930 do 1939 roku, początkowo jako kwartalnik, a od 1934 jako dwumiesięcznik. Redaktorem naczelnym był Janusz Jagmin. 
Numeracja stron zeszytów ciągła w obrębie rocznika. Pierwszy numer ukazał się w marcu 1930 roku (R. 1 z. 1). Czasopismo poruszało problemy związane z uprawą oraz produkcją i zbytem lnu.